# 陈氏角蟾
陈氏角蟾（学名：Boulenophrys cheni）也称陈氏异角蟾，一种分布于中华人民共和国湖南省及江西省等地区的两栖动物，隶属于角蟾科布角蟾属。模式产地为江西省井冈山市的荆竹山。种加词取自原井冈山国家级自然保护区管理局局长陈春泉的姓氏。

## 形态特征
陈氏角蟾体型小，雄蟾体长26.2～29.5毫米，雌蟾体长31.8～34.1毫米。身体背面呈红棕色或黄褐色，具深色网纹；四肢背面有深色横纹。

## 保护
本种于2023年被收录入《有重要生态、科学、社会价值的陆生野生动物名录》。